# Collegio plurinominale Sicilia 1 - 02 (2020)
Il collegio elettorale plurinominale Sicilia 1 - 02 è un collegio elettorale plurinominale della Repubblica italiana per l'elezione della Camera dei deputati.

## Territorio
Come previsto dalla legge n. 51 del 27 maggio 2019, il collegio è stato definito tramite decreto legislativo all'interno della circoscrizione Sicilia 1.
Il collegio comprende la zona definita dai tre collegi uninominali Sicilia 1 - 04 (Gela), Sicilia 1 - 05 (Agrigento) e Sicilia 1 - 06 (Marsala) quindi tutte le provincie di Agrigento e di Trapani e quella di Caltanissetta ad eccezione del comune di
Niscemi.

## XIX legislatura

### Risultati elettorali
- Dati relativi a 1.225 sezioni su 1.229.

|                               | Fratelli d'Italia                                       | 74 017  | 17,38 | 1 | 154 725 | 36,33 | 3 |  |  |
|                               | Forza Italia                                            | 52 155  | 12,25 | – | 154 725 | 36,33 | 3 |  |  |
|                               | Lega per Salvini Premier                                | 24 548  | 5,76  | – | 154 725 | 36,33 | 3 |  |  |
|                               | Noi Moderati                                            | 4 005   | 0,94  | – | 154 725 | 36,33 | 3 |  |  |
|                               | Movimento 5 Stelle                                      | 121 186 | 28,46 | 1 | 121 186 | 28,46 | – |  |  |
|                               | Partito Democratico - Italia Democratica e Progressista | 52 788  | 12,39 | 1 | 71 265  | 16,73 | – |  |  |
|                               | Alleanza Verdi e Sinistra                               | 9 614   | 2,26  | – | 71 265  | 16,73 | – |  |  |
|                               | +Europa                                                 | 5 776   | 1,36  | – | 71 265  | 16,73 | – |  |  |
|                               | Impegno Civico – Centro Democratico                     | 3 087   | 0,72  | – | 71 265  | 16,73 | – |  |  |
|                               | Sud chiama Nord                                         | 35 133  | 8,25  | – | 35 133  | 8,25  | – |  |  |
|                               | Azione - Italia Viva                                    | 27 987  | 6,57  | 1 | 27 987  | 6,57  | – |  |  |
|                               | Italexit                                                | 7 488   | 1,76  | – | 7 488   | 1,76  | – |  |  |
|                               | Italia Sovrana e Popolare                               | 4 573   | 1,07  | – | 4 573   | 1,07  | – |  |  |
|                               | Unione Popolare                                         | 3 528   | 0,83  | – | 3 528   | 0,83  | – |  |  |
| Totale                        | Totale                                                  | 425 885 | 100   | 3 | 425 885 | 100   | 3 |  |  |
|                               |                                                         |         |       |   |         |       |   |  |  |
| Voti non validi               | Voti non validi                                         | 27 729  | 6,11  |   |         |       |   |  |  |
| Votanti                       | Votanti                                                 | 453 614 | 52,54 |   |         |       |   |  |  |
| Elettori                      | Elettori                                                | 863 354 |       |   |         |       |   |  |  |
|                               |                                                         |         |       |   |         |       |   |  |  |
| Data: 25 settembre 2022       |                                                         |         |       |   |         |       |   |  |  |
| Fonte: Ministero dell'interno |                                                         |         |       |   |         |       |   |  |  |

### Eletti

#### Eletti nei collegi uninominali
Eletti nella coalizione di centro-destra (FdI - Lega - FI - NM)
| Collegio uninominale | Eletto | Eletto                     | Partito           |
| -------------------- | ------ | -------------------------- | ----------------- |
| 4. Gela              |        | Michela Vittoria Brambilla | Forza Italia      |
| 5. Agrigento         |        | Calogero Pisano            | Fratelli d'Italia |
| 6. Marsala           |        | Marta Fascina              | Forza Italia      |

#### Eletti nella quota proporzionale
| Movimento 5 Stelle | Fratelli d'Italia | Partito Democratico-IDP | Azione - Italia Viva |
| ------------------ | ----------------- | ----------------------- | -------------------- |
|                    |                   |                         |                      |
| Ida Carmina        | Antonio Giordano  | Giovanna Iacono         | Davide Faraone       |